# Surinaamse parlementsverkiezingen 1876
De Surinaamse parlementsverkiezingen in 1876 vonden plaats in maart van dat jaar. 
Er konden drie leden voor de Koloniale Staten gekozen worden in verband met het periodiek aftreden van H. Barnett, A.J. da Costa en Ph.H. Verbeek.
| Kandidaat                                             | Stemmen in de eerste ronde | resultaat |
| ----------------------------------------------------- | -------------------------- | --------- |
| H. Barnett                                            | 72                         | gekozen   |
| A.J. da Costa                                         | 73                         | gekozen   |
| Ph.H. Verbeek                                         | 83                         | gekozen   |
| A.C. Wesenhagen                                       | 12                         | x         |
| ruim twintig andere personen met minder dan 5 stemmen |                            |           |

Bij deze verkiezingen mochten alleen mannen die aan bepaalde voorwaarden voldeden (censuskiesrecht) stemmen. Bij de eerste ronde waren er 94 geldig uitgebrachte stembiljetten waarbij een kiezer voor meer dan een kandidaat kon stemmen. Er waren drie zetels te verdelen en om in de eerste ronde gekozen te kunnen worden had een kandidaat de volstrekte meerderheid nodig (minstens 48 stemmen). Precies drie kandidaten voldeden aan die voorwaarde zodat er geen tweede ronde nodig was.
Met ingang van het nieuwe zittingsjaar op 11 mei 1876 (2e dinsdag van mei) had de Koloniale Staten de volgende dertien leden:
| Naam                       | Gepland jaar van aftreding | Bijzonderheden                                                                           |
| -------------------------- | -------------------------- | ---------------------------------------------------------------------------------------- |
| G.J.A. Bosch Reitz*        | 1877                       | voorzitter, in 1876 opgestapt en opgevolgd door J.A. Jurriaanse*                         |
| A.J. van Emden             | 1880                       | vicevoorzitter, na vertrek De Jong voorzitter                                            |
| C.D. Brakke*               | 1877                       |                                                                                          |
| J.F. Saile Vanier*         | 1877                       |                                                                                          |
| J. de Jong*                | 1877                       | na vertrek Bosch Reitz voorzitter, in 1877 zelf opgestapt, waarna J.B. Vos* werd benoemd |
| G.H. Barnet Lijon          | 1878                       |                                                                                          |
| S. van Praag               | 1878                       |                                                                                          |
| J.A. Salomons              | 1878                       |                                                                                          |
| J.F.A. Cateau van Rosevelt | 1880                       |                                                                                          |
| B.E. Colaço Belmonte       | 1880                       | in 1877 opgevolgd door C. van Lier                                                       |
| H. Barnett                 | 1882                       |                                                                                          |
| A.J. da Costa              | 1882                       |                                                                                          |
| Ph.H. Verbeek              | 1882                       |                                                                                          |

* = benoemd door de gouverneur